# Slangenesdoorn
Slangenesdoorn of slangenhuidesdoorn (Acer capillipes, synoniem: Acer pensylvanicum subsp. capillipes) is een plant uit de zeepboomfamilie (Sapindaceae). De plant is afkomstig uit Japan.

## Determinatie
Slangenesdoorn is een struik en bereikt veelal een hoogte van maximaal 5–6 m. De tegenoverstaande bladeren zijn breed drielobbig, 6–12 cm breed en hebben een afgeronde tot zwak hartvormige voet en toegespitste lobben. De onderkant van het blad is kaal. De bladrand is dubbelgezaagd en de bladsteel is rood. De plant heeft opvallend rode, vroeg afvallende steunblaadjes. Het blad is groen, de volwassen bladeren zijn rood geaderd, en ze kleuren in de herfst oranjerood tot dieprood.
De plant heeft vruchtjes, die rijp rood tot koperkleurig zijn. De stam en takken hebben een gestreepte groene bast. De jonge twijgen zijn rood.
Slangenesdoorn bloeit eind april en begin mei met groene bloemen in hangende trossen.
De vrucht is een gevleugelde dubbele dopvrucht. Er zitten twee vruchten aan één steeltje, zodat de vleugels tegenover elkaar staan en zo een goede verspreiding door de wind geven. De hoek die de twee vleugels met elkaar maken is stomp.

## Namen in andere talen
- Duits: Schlangenhaut-Ahorne
- Engels: Snakebark Maple, Japanese stripped-bark maple
- Frans: Arce rayado

## Fotogalerij

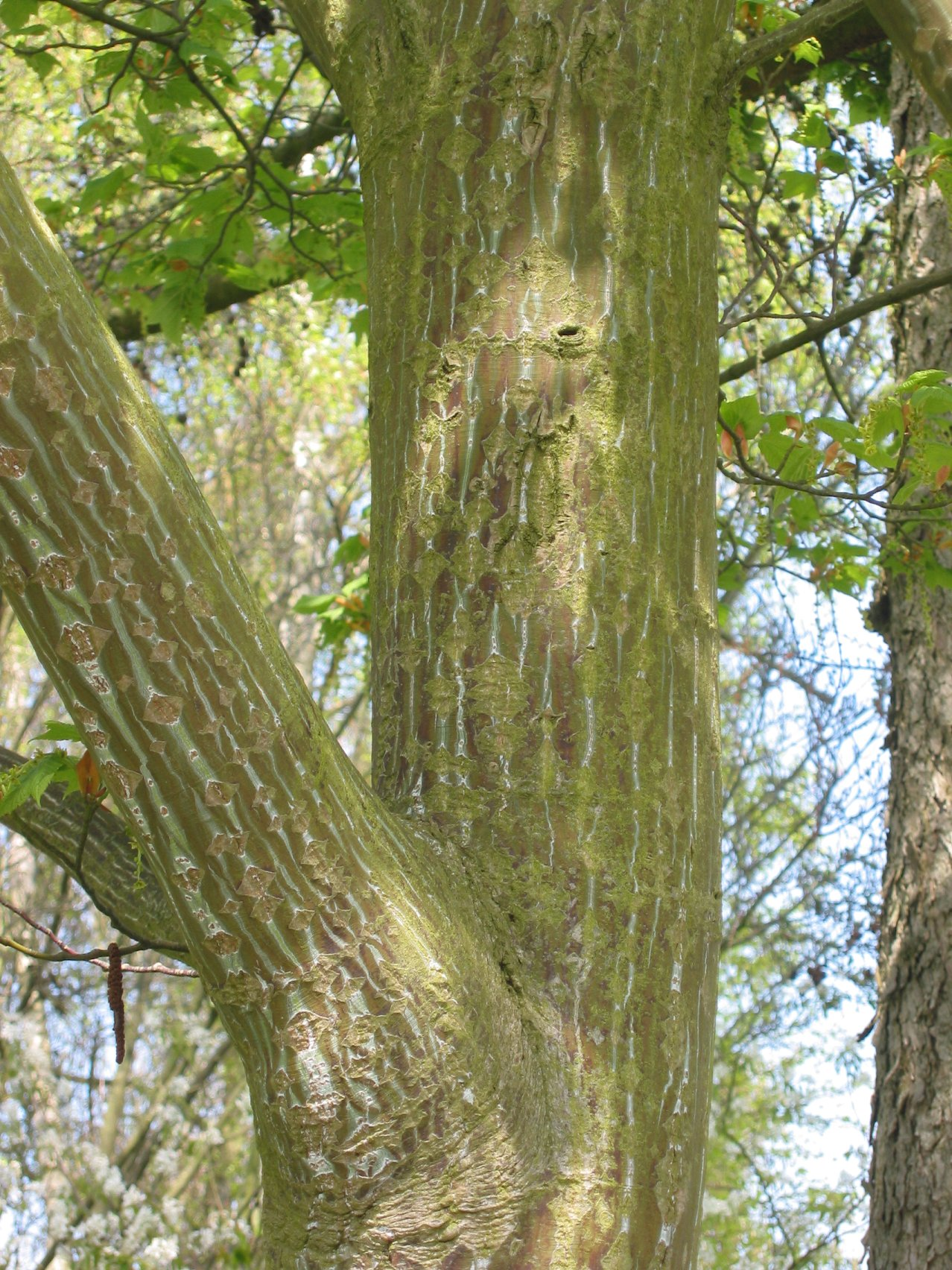
Stam
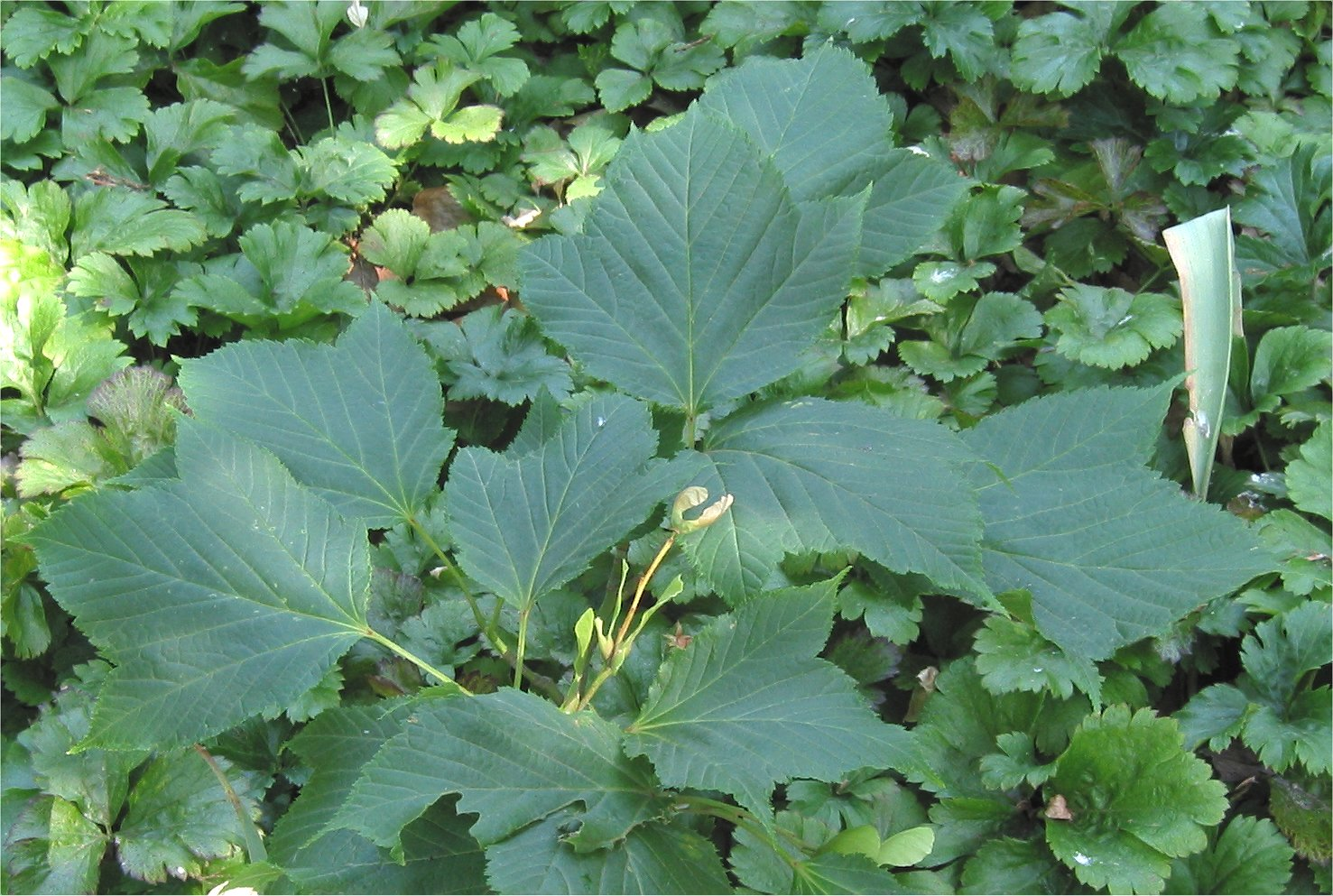
Zomerbladeren
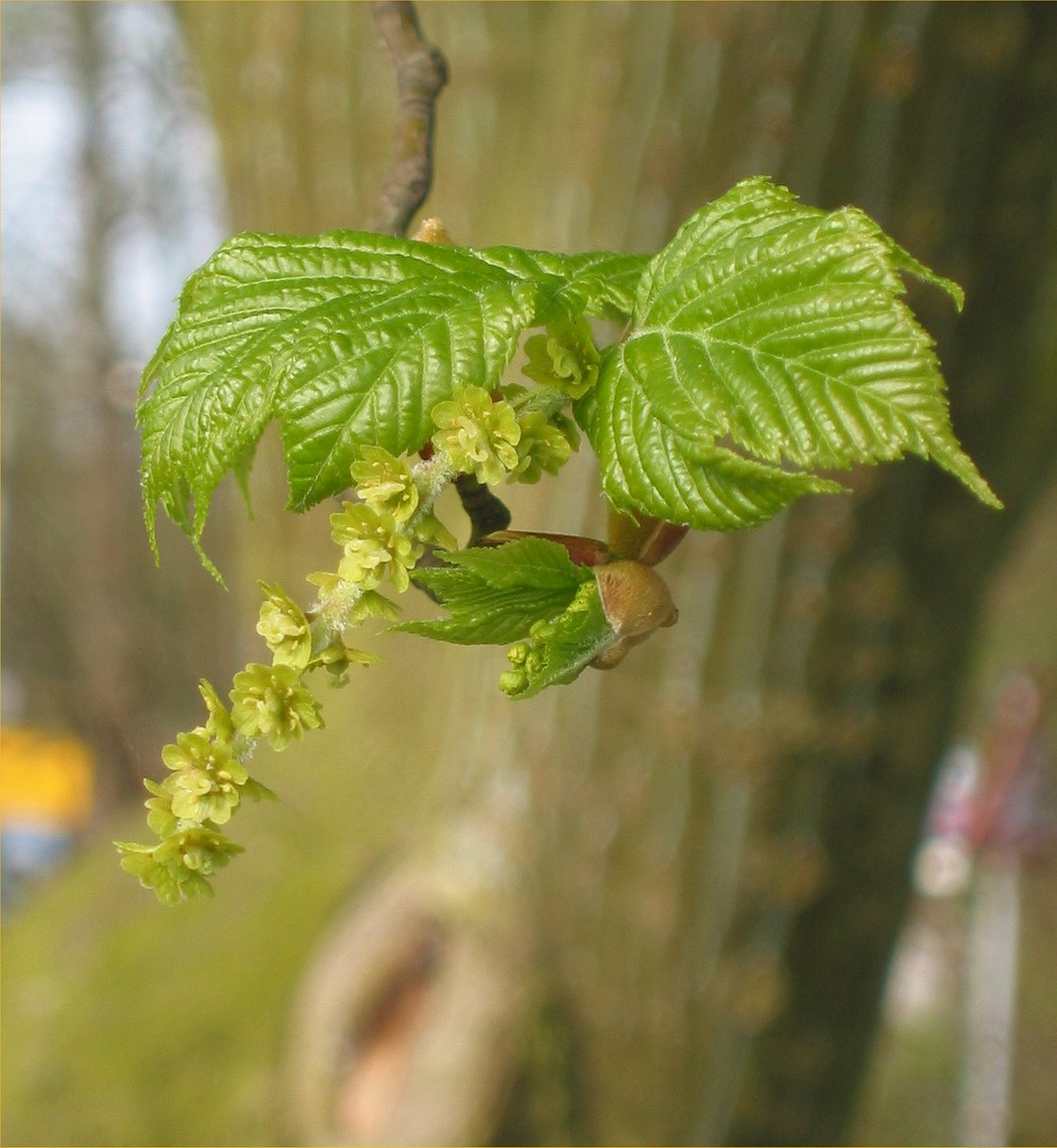
Bloeiwijze
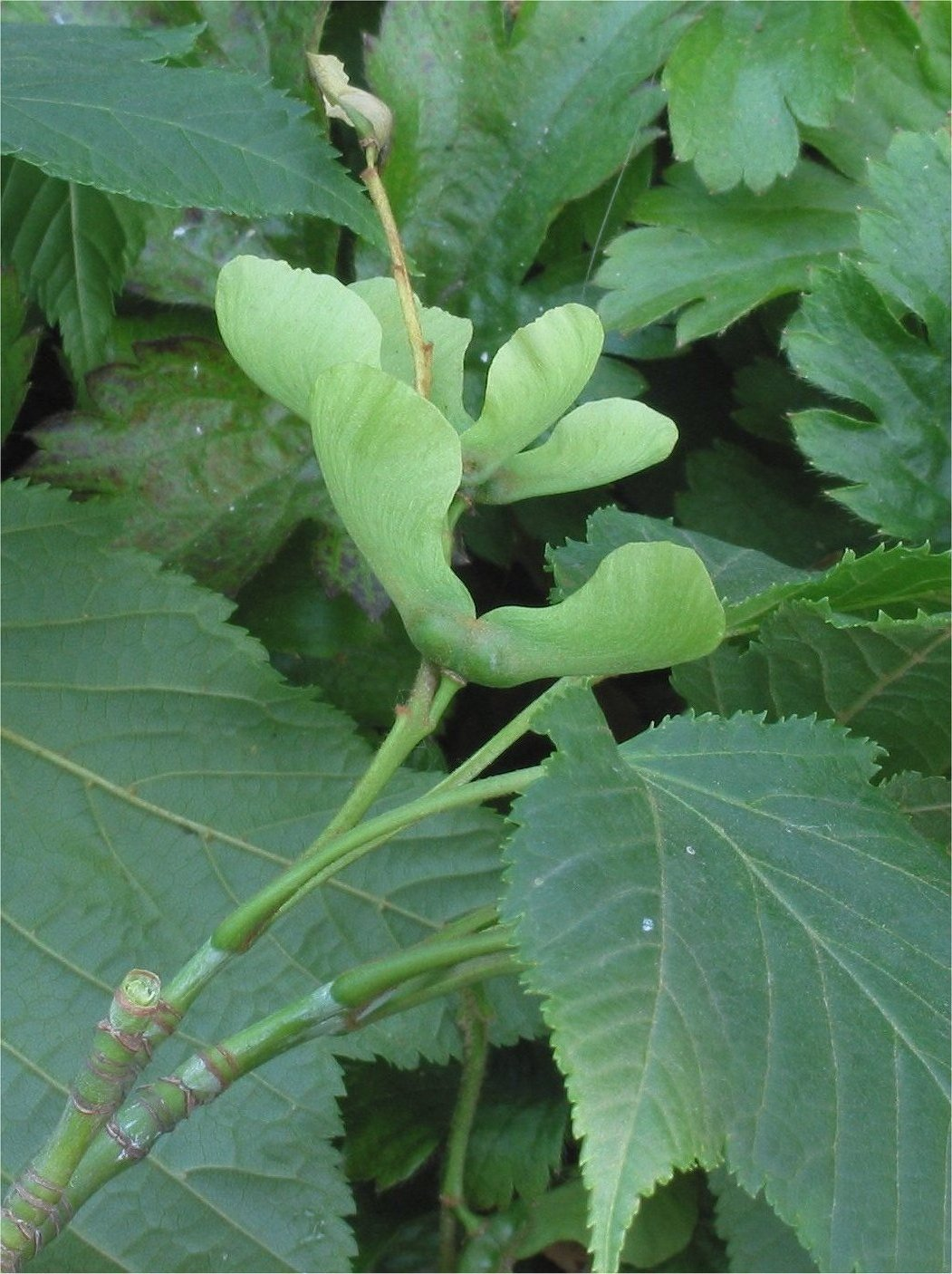
Jonge vruchten
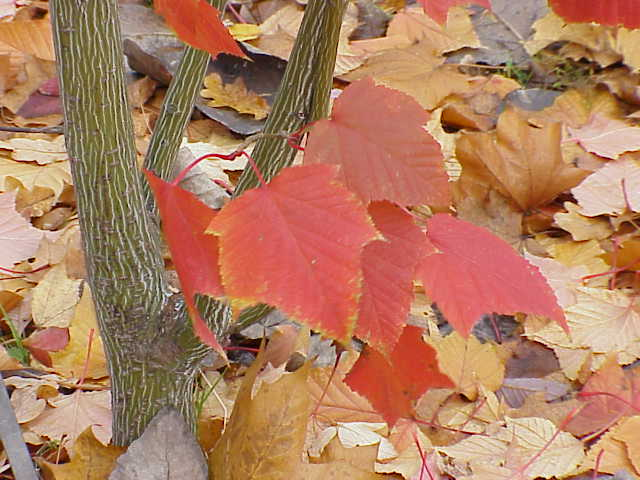
Herfstbladeren

... · 
A. buergerianum (drietandesdoorn) · 
A. campestre (Spaanse aak) · 
A. capillipes (slangenesdoorn) · 
A. cappadocicum (Colchische esdoorn) · 
A. caudatum · 
A. ginnala (amoeresdoorn) · 
Acer griseum · 
A. japonicum · 
A. monspessulanum (montpelieresdoorn) · 
A. mono · 
A. negundo (vederesdoorn) · 
A. palmatum (Japanse esdoorn) · 
A. platanoides (Noorse esdoorn) · 
A. pseudoplatanus (gewone esdoorn) · 
A. rubrum (rode esdoorn) · 
A. saccharinum (witte esdoorn) · 
A. saccharum (suikeresdoorn) · 
A. tegmentosum · 
...